# Министр финансов Республики Дагестан
Министр финансов Республики Дагестан — глава Министерства финансов Республики Дагестан.
Нынешний министр — Саадуев Юнус Магомедович

## Список

### Главы финансового ведомства Дагестанской АССР
| #                                             | Министр                                       | Фото                                          | Период нахождения в должности                 | Партия                                        | Этническая принадлежность                     | Примечание                                              |                                               |
| Народные комиссары финансов Дагестанской АССР | Народные комиссары финансов Дагестанской АССР | Народные комиссары финансов Дагестанской АССР | Народные комиссары финансов Дагестанской АССР | Народные комиссары финансов Дагестанской АССР | Народные комиссары финансов Дагестанской АССР | Народные комиссары финансов Дагестанской АССР           | Народные комиссары финансов Дагестанской АССР |
| --------------------------------------------- | --------------------------------------------- | --------------------------------------------- | --------------------------------------------- | --------------------------------------------- | --------------------------------------------- | ------------------------------------------------------- | --------------------------------------------- |
| 1                                             | Саид Ибрагимович Габиев                       |                                               | 28 марта 1923 — 4 июня 1925                   | РКП(б)                                        | Лакец                                         | Писатель-революционер; основатель первой лакской газеты |                                               |
| 2                                             | Керим Гусейнович Мамедбеков                   |                                               | 4 июня 1925 — 7 января 1928                   | ВКП(б)                                        | Азербайджанец                                 |                                                         |                                               |
| 3                                             | Ибрагим Махмудович Алиев                      |                                               | 7 января 1928 — 15 июля 1928                  | ВКП(б)                                        | Азербайджанец                                 |                                                         |                                               |
| 4                                             | Багаутдин Аджиевич Астемиров                  |                                               | 15 июля 1928 — 1 февраля 1931                 | ВКП(б)                                        | Кумык                                         | Поэт                                                    |                                               |
| 5                                             | Хаджи-Мурат Омаркадиевич Омаркадиев           |                                               | 1 февраля 1931 — октябрь 1937                 | ВКП(б)                                        | даргинец                                      |                                                         |                                               |
| 6                                             | Абдул Магомедович Мирзоев                     |                                               | 1 марта 1938 — 26 июня 1939                   | ВКП(б)                                        | Лезгин                                        |                                                         |                                               |
| 7                                             | Адриан Леонтиевич Сорокин                     |                                               | 26 июня 1939 — 17 февраля 1941                | ВКП(б)                                        |                                               |                                                         |                                               |
| 8                                             | Абдул Абдулрагимович Рагимов                  |                                               | 1941 — 1942                                   | ВКП(б)                                        |                                               |                                                         |                                               |
| 9                                             | Гафар Беделович Беделов                       |                                               | 11 ноября 1942 — 1946                         | ВКП(б)                                        | кумык                                         |                                                         |                                               |
| Министры финансов Дагестанской АССР           |                                               |                                               |                                               |                                               |                                               |                                                         |                                               |
| 1                                             | Гафар Беделович Беделов                       |                                               | 1946 — 22 октября 1951                        | ВКП(б)                                        | кумык                                         |                                                         |                                               |
| 2                                             | Магомед Абдурашидович Гусейнов                |                                               | 22 октября 1951 — 22 февраля 1954             | КПСС                                          | Лакец                                         |                                                         |                                               |
| 3                                             | Гафар Беделович Беделов                       |                                               | 4 марта 1954 — 24 июля 1962                   | КПСС                                          | кумык                                         |                                                         |                                               |
| 4                                             | Ацы Таксурманович Абдулаев                    |                                               | 5 октября 1962 — 7 января 1984                | КПСС                                          |                                               |                                                         |                                               |
| 5                                             | Даниял Рамазанович Закержаев                  |                                               | 9 января 1984 — 1992                          | КПСС                                          | Лезгин                                        |                                                         |                                               |

### Министры финансов Республики Дагестан
| # | Министр                       | Фото | Период правления                   | Этническая принадлежность | Примечание |
| - | ----------------------------- | ---- | ---------------------------------- | ------------------------- | ---------- |
| 1 | Даниял Рамазанович Закержаев  |      | 1992 — 6 апреля 1996               | Лезгин                    |            |
| 2 | Гамид Мустафаевич Гамидов     |      | 6 апреля 1996 — 20 августа 1996    | Даргинец                  |            |
| 3 | Абдусамад Мустафаевич Гамидов |      | 1996 — 22 июля 2013                | Даргинец                  |            |
| 4 | Антонина Ивановна Идрисова    |      | с 29 июля 2013 — 28 августа 2014   |                           |            |
| 5 | Али Ибрагимгаджиевич Исламов  |      | 28 августа 2014 — 29 сентября 2015 |                           |            |
| 6 | Билал Халилович Джахбаров     |      | 29 сентября 2015 — 15 февраля 2017 | Аварец                    |            |
| 7 | Саадуев Юнус Магомедович      |      | с 15 февраля 2017                  | Аварец                    |            |